# Jiří Skalák
Jiří Skalák (n. 12 març 1992) és un futbolista professional txec que juga actualment pel Brighton & Hove Albion.

## Primers passos
Skalák va començar la seva carrera professional a l'AC Sparta Prague, passant el temps cedit al MFK Ružomberok, 1. FC Slovácko, FC Zbrojovka Brno i FK Mladá Boleslav abans de traslladar-se al Mladá Boleslav permanentment al 2015.

## Brighton & Hove Albion
Skalak es va unir a l'equip anglès Brighton & Hove Albion l'1 de febrer de 2016 per una suma no coneguda, que es creu £1,2 milions. Va marcar el primer gol pel club en una victòria 4–0 contra el QPR el 19 d'abril de 2016.

## Carrera internacional
Skalák ha representat al seu país en tots els nivells de la joventut Sub-16 a la Sub-21. Va ser convocat per la selecció absoluta per primer cop el 25 d'agost de 2015 conta Letònia i Kazakhstan en la ronda de classificació de la UEFA Euro 2016.